# Callichroma distinguendum
Callichroma distinguendum är en skalbaggsart som beskrevs av Pierre Émile Gounelle 1911. Callichroma distinguendum ingår i släktet Callichroma och familjen långhorningar. Inga underarter finns listade.